# Нико Анђус
Нико Анђус (Тудоровићи, код Будве, 15. децембар 1912 — Мрчевац, код Тивта, 9. јул 1944), учесник Народноослободилачке борбе и народни херој Југославије.

## Биографија
Рођен је 12. децембра 1912. године у селу Тудоровићима, код Будве. Пре Другог светског рата бавио се земљорадњом. Члан Комунистичке партије Југославије постао је августа 1940. године.
Учесник је Народноослободилачке борбе од 1941. године. Био је учесник Тринаестојулског устанка, а после његовох слома је као илегалац радио на јачању Народноослободилачког покрета. Почетком 1942. године постао је политички комесар новоформиране Паштровске чете Приморског партизанског батаљона, који се налазио у саставу Ловћенског партизанског одреда.
У пролеће 1942. године, део бораца Ловћенског одреда, међу којима је био и Нико је ступио у Четврту црногорску пролетерску ударну бригаду. У овој јединици Нико је примио дужност политичког комесара Треће чете Другог батаљона. Касније је постављен за политичког комесара Другог батаљона, а крајем 1942. године је прешао у Другу даламтинску ударну бригаду где је такође обављао дужност политичког комесара батаљона. Учествовао је у многим борбама вођеним током похода у Босанску крајину, посебно се истакао у борбама код Бугојна, Купреса, Ливна и Кладња, као и борбама вођеним током Четврте и Пете непријатељске офанзиве.
После капитулације Италије, септембра 1943. године, одлуком руководства Народноослободилачког покрета Црне Горе, повучен је из јединице и пребачен на терен Котора, где је политички радио на оживљавању НОП-а и јачању Народноослободилачке борбе. Од Окружног комитета КПЈ за Цетиње тада је изабран за члана новоформираног Среског комитета КПЈ за Котор. Новембра 1943. године, када је формиран Окружни комитет КПЈ за Боку которску, постављен је за секретара СК КПЈ за Котор.
Активно је радио на организовању НОБ-а на подручју Котора и околине, а често је и сам учествовао у оружаним акцијама. Јануара 1944. године био је међу осам бораца, који су под самим зидинама Котора, запалила електричну централу и гаражу. Убијен је од стране четника 9. јула 1944. године у селу Мрчевац, код Тивта.
Указом председника Федеративне Народне Републике Југославије Јосипа Броза Тита, 27. новембра 1953. године, проглашен је за народног хероја.